# Концепција љубави у делу „Селестина”
Оригиналност Селестине (La Celestina/La comedia/o tragicomedia/de Calisto y Melibea) је у томе да двоје љубавника имају могућност да слободно и властитим речима искажу љубав коју осећају и да се тако препусте страсти која је у то време била један од најтежих грехова. Новина Селестине као љубавне приче помера границе шпанске књижевности, што је изједначава са највећим уметничким делима. Настаје на граници средњег века и ренесансе и по својој структури представља несвакидашњу величину уметничког стваралаштва. Будући да се дело појављује у овом периоду, у њему се сједињују елементи оба књижевна периода који знатно доприносе њеном значају. Не зна се поуздано ко је њен аутор, као ни тачна година  настанка. Међутим, оно што се зна јесте да прво издање датира из 1499. године и да је објављено у Бургосу под насловом Комедија о Калисту и Мелибеји.
У  издању из 1500. године појављује се песма чија прва слова образују акростих одакле сазнајемо име и презиме аутора Фернанда де Рохаса који је рођен 1476. године у месту Пуебла де Монталбан у Толеду. Дело садржи 21 чин и треба напоменути да аутор у предговору овог дела образлаже да је оно написано као упозорење за оне који су лудо заљубљени. Као основни циљеви наводе се љубав, задовољство и новац. Приказано је како су традиционалне хришћанске вредности поремећене и како се сви међусобно искоришћавају и злоупотребљавају туђе слабости како би дошли до жељеног циља. У таквим околностима, али ипак привидно, једино љубав и задовољство могу донети мир неспокојној души.

## Куртоазна љубав
Љубав је, без икакве сумње, главна тема овог дела. Аутор, Фернандо де Рохас, нам кроз карактеризацију ликова представља најразличитије аспекте љубави на којој се заснивају друштвени односи. Велики део љубавне и витешке европске књижевности, као и учења о куртоазној љубави (amor cortés), били су доминантни током 12. века па надаље. Основу ове врсте љубави чини преокрет односа између мушкарца и жене. Сходно томе, мушкарац је требало да се опходи према својој дами као вазал према свом господару, представљајући се на тај начин као њен слуга или заробљеник, а такође је пажљиво бирао речи како би је освојио. Две фундаменталне карактеристике ове врсте љубави су стрпљење и дискретност. Стрпљење је подразумевало да љубавник одређени период буде потчињен дами, а она би захваљујући низу одбијања, равнодушног понашања и недостижног става тестирала његове границе, а самим тим и да ли је он заиста жели или је вођен страшћу која га обузима. Друга карактеристика подразумевала је да веза мора бити у потпуности тајна. Будући да је на Иберијском полуострву дама скоро увек живела са својим родитељима, откривање те везе не би угрозило само њену част, већ и част њених родитеља. Треба споменути гледиште куртоазне љубави које одликује мазохистички тон. Према овом гледишту, волети је изузетно болно искуство јер што љубавник више пати, његова љубав је већа. Овај аспекат љубави је изузетно наглашен у делу, и то не само када говоримо о Калисту и Мелибеји, већ и о осталим ликовима.

## Љубав као болест
Калистова и Мелибејина осећања су заснована на страсти која се повезује са традицијом aegritudo amoris (неузвраћена љубав). Главни узрок да се развије ова болест је поглед особе супротног пола који буди силну жељу за љубављу. Уколико се та жеља претвори у опсесију, започиње њен први стадијум. Такво стање контролише човекове мисли, жеље, осећања и не дозвољава му да из подсвести избаци лик вољене особе. Другим речима, „оболели“ није под контролом здравог разума, већ под контролом јаке жеље да се вољена особа освоји. У делу је константно присутна перцепција такве љубави.
Симптоми онога који болује од loco amor се манифестују како у физичком, тако и у менталном смислу. Ова болест има своје прецизне симптоме које објашњава Бернардо де Гордонио у својој медицинској студији Lilium medicine. Он наводи да оболели од ове врсте љубави пати од инсомније, недостатка апетита праћеног мршављењем, пролази кроз фазе смењивања смеха и плача, убрзано и дубоко дише и примећују се брзи покрети капака. Једино је смирен када размишља о вољеној особи, а све остало га узнемирава. Мелибеју на паразитски начин изједа љубав коју осећа према Калисту. Она је приказана у стању снажне болести која је доводи до крајњих граница бола. Смрт је, од самог почетка дела, пратилац ове болести и због тога резултира трагичним расплетом. 

## Љубав као лудост
Осим куртоазне љубави, у Селестини се говори и о страственој љубави која је била заступљена током 16. века и касније и она се односи на феномен loco amor. Не треба заборавити да је једна од суштинских функција овог дела упозорење онима који су „лудо заљубљени“. У Рохасово време, читаоци на Калистово лудило нису гледали као на метафору, јер је у то време страствена љубав значајно утицала на човеково ментално стање. Калисто, по својој карактеризацији, поседује све особине лудо заљубљеног протагонисте.
Фернандо де Рохас подсећа да је онај који воли страствено, попут Калиста, „ван свести“. Чињеница да је особа „ван свести“ односи се на жртву loco amor и битно утиче на тумачење овог дела. Особа која се налази у стању лудила није одговорна за оно што говори или ради. Мелибеја није крива што у мушкарцима изазива оно се у 20. веку сматра страственом љубављу. Ипак, у једном моменту прихвата Калистове намере и показује прве знаке лудила које и њу почиње да обузима. Међутим, аутор је желео да представи Мелибеју као жртву Селестининих враџбина, стога страст која контролише њено биће није њена слободна воља, већ резултат натприродних сила. Због тога се она не може сматрати одговорном ни за луду страст која је обузима, нити за дела која чини.

## Магија
Тема магије је очигледна у овом делу, а у Шпанији је била актуелна током 15. века, а чак се веровало да су постојали центри у Толеду и Саламанки где се учило о њеним утицајима на људе или појаве. У разним приручницима се описују њена дејства, а облик који је највише био заступљен зове се philocaptiо. Philocaptio је у својој жртви будио страст према одређеној особи, а да она тога није ни била свесна. Рохас бира Селестину која користи магијске моћи у корист Калиста како би Мелибеја постала жртва philocaptiо.
Питање о ком се највише расправља када се говори о магији у овом делу јесте да ли се Мелибеја заљубљује у Калиста захваљујући дејству philocaptio или је већ пре тога била заљубљена. Мишљења критичара се разликују, али оно што их повезује јесте да постоји нешто „натприродно“ када је у питању страствена љубав која је обузима. У сваком случају, аутор оставља отворено питање заљубљености, а истовремено то доприноси аутентичности дела због његове карактеристичне структуре и полисемије.

## Самоубиство као крајњи исход
Љубав је узвишено  осећање које није дато да би се расипало, већ чувало. Два бића се воле у сваком тренутку, независно од ситуације у којој се налазе, а не као што то чине Калисто и Мелибеја. Они чезну да живе у одвојеном свету, далеко од свега што пркоси њиховој срећи, а то представља грех који се не може опростити. Будући да Мелибеја не може да прихвати чињеницу да је њен љубавник мртав, једино решење је да себи одузме живот. Није случајност да је самоубиство чин који извршавају жене. Мелибеја се не убија како би доживела крај, већ одлучује да иде у потрагу за оним што јој судбина и земаљска воља нису дозволиле да доживи и због тога прати смрт свог вољеног, што представља врхунац њене болести. Љубав после смрти и вечност су кључни разлози њеног самоубилачког чина. Аутор исмева све оне који поступају непромишљено и који не могу да сагледају реално стање ситуације у којој се налазе, али пре свега жели својим читаоцима да стави до знања да је живот непрестана борба између добра и зла која веома често изазива бол.
На  било ком језику, у било којој причи – суштина љубави је иста. Она буди, мотивише, учи, а понекад и боли. Она даје снагу и вољу, храброст и лудост. Љубав је полазиште Селестине, „безнадежан и тежак“ поглед на свет, иако делује бајковит и једноставан.